# NGC 7839
NGC 7839 ist ein Doppelstern im Sternbild Pegasus knapp nördlich des Himmelsäquators. Das Objekt wurde am 18. November 1886 vom französischen Astronomen Guillaume Bigourdan entdeckt.